# Bradley McGee
Bradley McGee (n. 24 februarie 1976, Sydney, Noul Wales de Sud, Australia) este un ciclist australian, medaliat olimpic. A participat la 4 ediții ale Jocurilor Olimpice (1996, 2000, 2004, 2008) în care a câștigat o medalie de aur, o medalie de argint și trei medalii de bronz.